# Joël Bourgeois

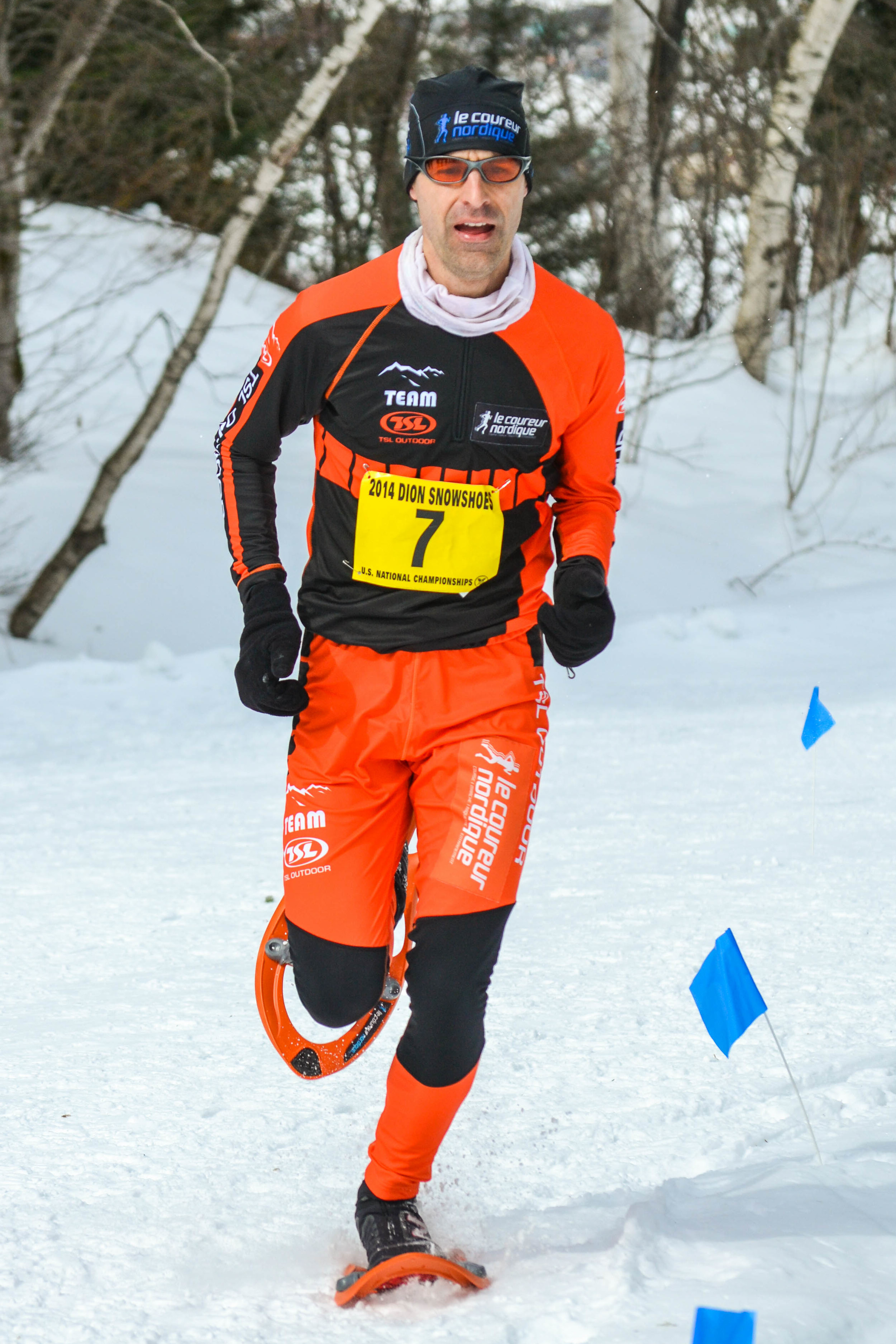
Joël Bourgeois

Joël Bourgeois (Joël Denis Bourgeois; * 25. April 1971 in Moncton) ist ein kanadischer Ausdauersportler, Hindernisläufer und zweifacher Olympionike (1996, 2000).

## Werdegang

### Crosslauf seit 1992
1992 kam er bei den Crosslauf-Weltmeisterschaften in Boston auf den 89. Platz.
1994 wurde er bei den Commonwealth Games in Victoria über 3000 Meter Hindernis Sechster, und 1995 wurde er in derselben Disziplin Sechster bei den Panamerikanischen Spielen in Mar del Plata und gewann Silber bei der Universiade.
Bei den Olympischen Spielen 1996 in Atlanta erreichte er das Halbfinale.
1997 lief er bei den Crosslauf-Weltmeisterschaften in Turin auf den 187. Platz. 1998 folgte einem 41. Platz auf der Kurzstrecke bei den Crosslauf-Weltmeisterschaften in Marrakesch ein vierter Platz bei den Commonwealth Games in Kuala Lumpur.
Im Jahr darauf belegte er bei den Crosslauf-Weltmeisterschaften 1999 auf der Kurzstrecke den 35. Platz, holte Bronze bei der Universiade, siegte bei den Panamerikanischen Spielen in Winnipeg und schied bei den Weltmeisterschaften in Sevilla im Vorlauf aus.
2000 folgte einem 72. Platz auf der Kurzstrecke bei den Crosslauf-Weltmeisterschaften in Vilamoura sowie ein Vorrundenaus bei den Olympischen Spielen in Sydney.
2001 belegte er bei den Crosslauf-Weltmeisterschaften in Oostende auf der Kurzstrecke Rang 44 und bei den Weltmeisterschaften in Edmonton Rang 14. Im darauffolgenden Jahr lief er auf der Kurzstrecke der Crosslauf-Weltmeisterschaften 2002 in Dublin auf den 46. Platz. Bei den Commonwealth Games in Manchester wurde er Fünfter und beim Weltcup in Madrid Neunter. 2003 kam er bei den Crosslauf-Weltmeisterschaften in Avenches erneut auf den 46. Platz und gewann Silber bei den Panamerikanischen Spielen in Santo Domingo.
Vier weitere Male nahm er an den Crosslauf-Weltmeisterschaften teil mit folgenden Platzierungen:
- 2004 in Brüssel: Platz 44 auf der Kurzstrecke und Platz 67 auf der Langstrecke
- 2005 in Saint-Galmier: Platz 91 auf der Kurzstrecke
- 2008 in Edinburgh: Platz 95
- 2009 in Amman: Platz 110

Seine persönliche Bestzeit von 8:20,08 min stellte er am 28. Mai 1999 in Sevilla auf.

### Schneeschuhlauf seit 2012
2012 startete er bei den Weltmeisterschaften im Schneeschuhlaufen und belegte am 11. März den sechsten Rang. 2015 wurde er im italienischen Vezza d’Oglio Dritter bei den Schneeschuhlauf-Weltmeisterschaften.